# Výkupné
Výkupné je označení používané pro částku, která je požadována výměnou za propuštění uvězněné osoby. V současné době se jedná zpravidla o částku vyžadovanou zločinci za propuštění osoby unesené speciálně za účelem získání peněz, v dřívějších dobách se však běžně operovalo s vykupováním zajatců z řad vznešených a bohatých šlechtických rodů, později pak i vysokých důstojníků.